# Tavernola (Como)
Tavernola è un quartiere di Como. Situato nella zona nord del comune, è la prima località lacustre della sponda occidentale del ramo di Como dell'omonimo lago. Confina con i quartieri di Ponte Chiasso, Sagnino, Monte Olimpino e con i comuni di Cernobbio e Maslianico.

## Origini del nome
Il toponimo Tavernola deriva dalla presenza di alcune taverne.

## Monumenti e luoghi d'interesse

### Architetture civili
Tavernola ospita alcune ville con affaccio sul lago, realizzate tra metà del '700 e la metà del secolo successivo:
- Villa Brambilla
- Villa Dozzio[3]
- Villa Claudina Gonzales Cantaluppi[4]

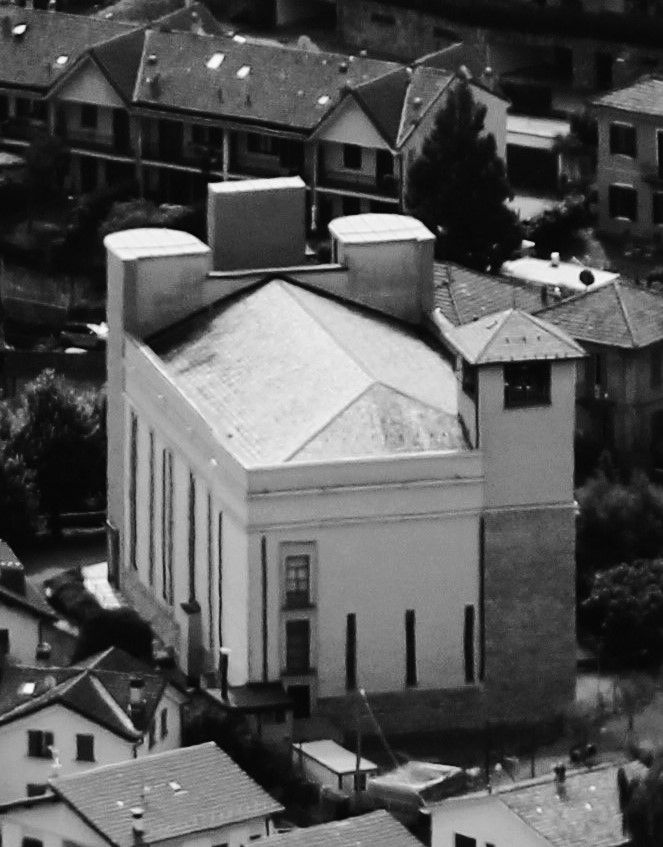
Chiesa del Cristo Re

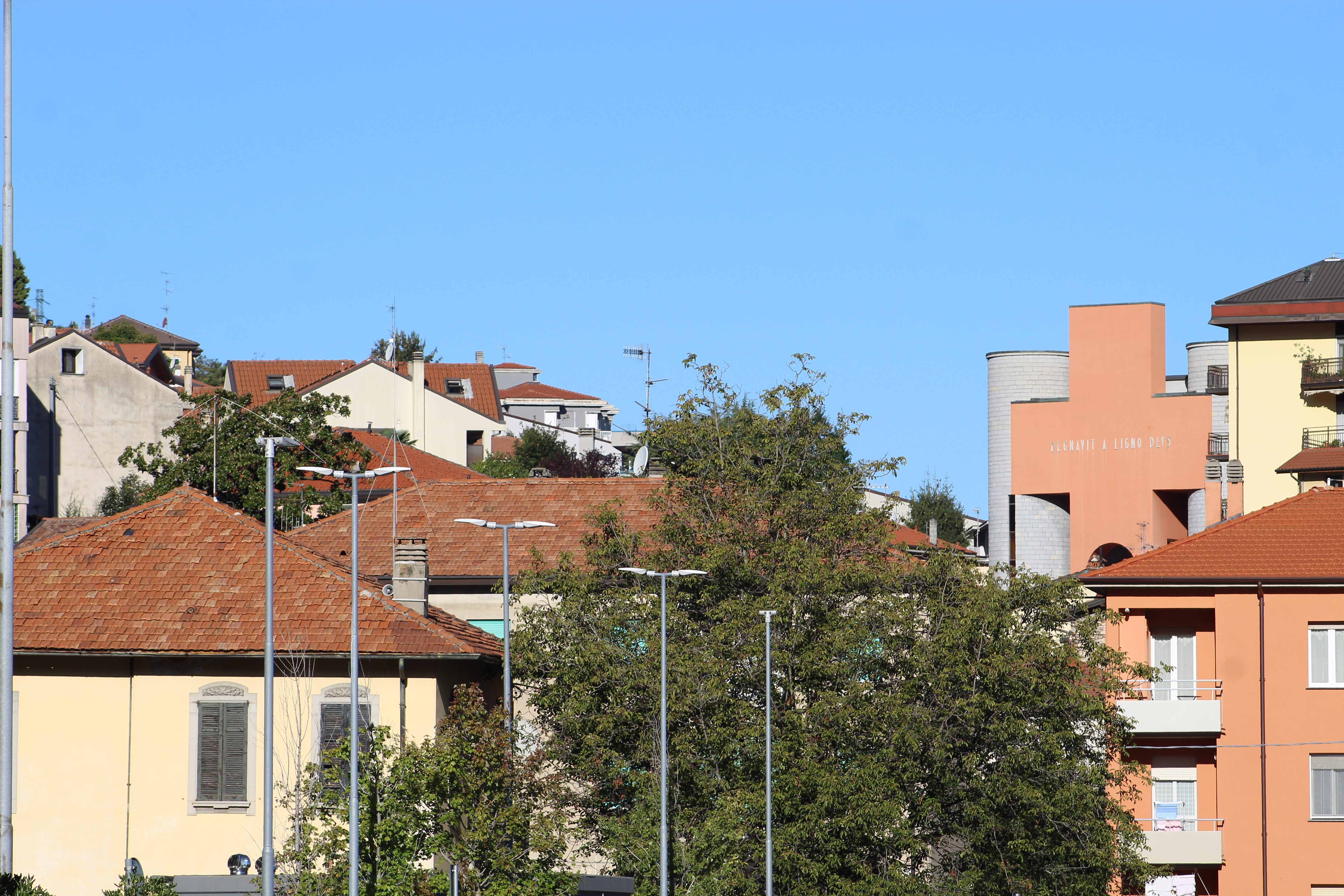
La facciata cruciforme della chiesa di Cristo Re spicca tra le abitazioni del quartiere

- Villa Durini[5]
- Villa Sforni[6]

### Architetture religiose
- Chiesa parrocchiale di Cristo Re.[7]
- Campanile della Chiesa di San Bartolomeo delle Vigne a Folcino[8], già attestata ai tempi del vescovo Ninguarda e sede della parrocchia di Tavernola tra il 1920 e il 1937[9]. L'epiteto alle Vigne rimanda ai vigneti che un tempo caratterizzavano tutta la zona di Tavernola[2], dove si produceva uva non solo per scopi alimentari ma anche per finalità terapeutiche (la cosiddetta ampeloterapia)[2].

## Società

### Evoluzione demografica
Abitanti censiti all'interno del comune di Como:
- 1981: 2440
- 1991: 3144
- 2001: 3118
- 2008: 3011

## Geografia antropica

### Zone e località
Il quartiere di Tavernola comprende le seguenti località:
- Folcino inferiore
- Folcino superiore
- Gerenzana
- Polano
- San Bartolomeo alle Vigne (anche delle Vigne o nelle Vigne)
- Müss
- Vignascia
- Cà di Ran

## Infrastrutture e trasporti
Il quartiere di Tavernola è servito dalle autolinee urbane per la città e extraurbane per i paesi della sponda occidentale del ramo di Como del Lario gestite da ASF Autolinee e dalla linea di trasporto lacuale Como-Colico/Colico-Como della Gestione governativa navigazione laghi.
Fra il 1910 e il 1938 la località ospitava una fermata della tranvia Como-Cernobbio-Maslianico, in seguito sostituita da una filovia.